# Eliza Krasicka
Eliza Krasicka – polska aktorka filmowa i teatralna, aktorka-lalkarz. Występuje w Białostockim Teatrze Lalek.

## Filmografia
- 2009: Blondynka  jako Magdziarzowa (odc. 11)
- 2009: U Pana Boga za miedzą  jako Jadźka, żona komendanta
- 2007: U Pana Boga w ogródku jako Jadźka, żona Henryka komendanta
- 2000: To ja, złodziej jako Jadzia
- 1998: U Pana Boga za piecem jako Jadźka Wołkołycka żona komendanta